# GPL carburant

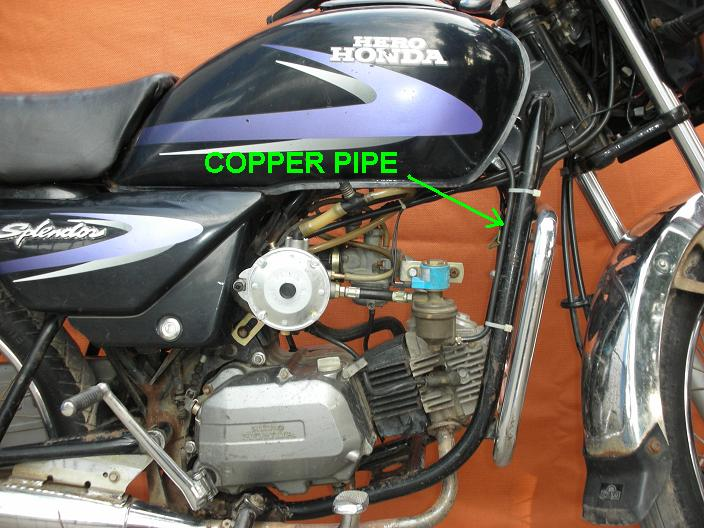
Moto convertie au GPL.

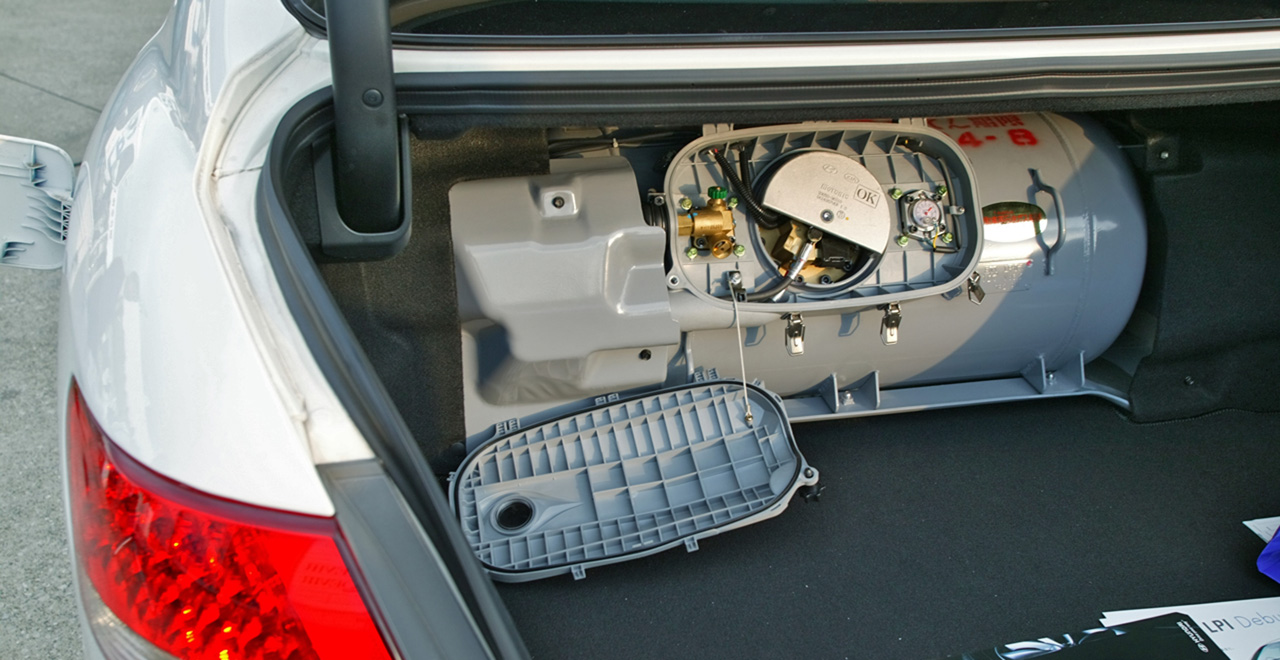
Réservoir GPL dans le coffre d'un véhicule Hyundai.

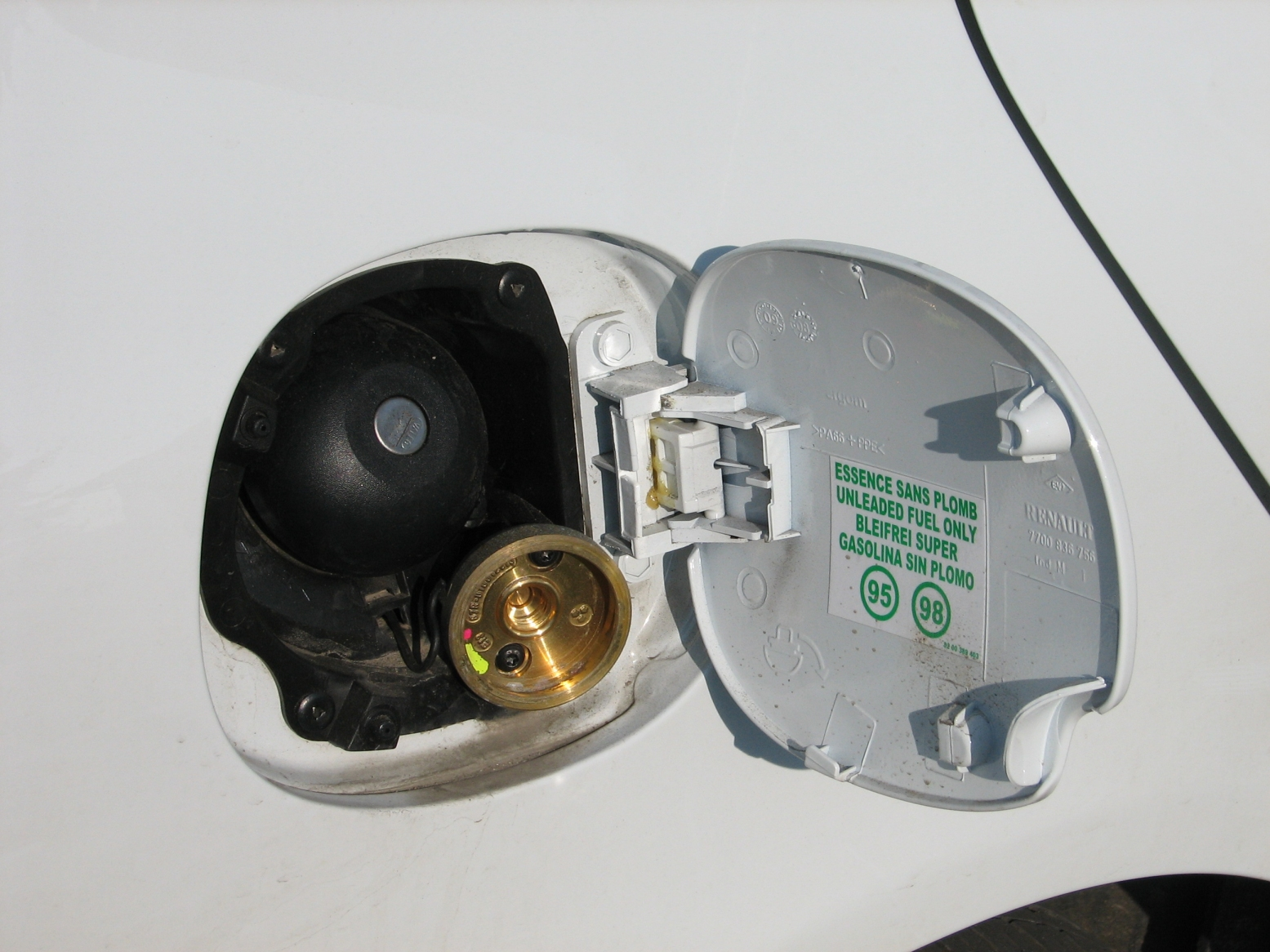
Bouchon de réservoir de véhicule mixte GPL/essence.

Le GPL carburant ou GPL-c ou LPG est l'une des utilisations du gaz de pétrole liquéfié (abrégé en GPL en France ou LPG en Union européenne et dans le reste du monde de langue anglaise), comme carburant pour engins automobiles.

## Description
Le GPL-c, est un mélange d'hydrocarbures légers, stocké à l'état liquide et issu du raffinage du pétrole pour 40 % et du traitement du gaz naturel pour 60 %.
Les hydrocarbures constituant le GPL-c sont essentiellement le propane et le butane ; le mélange peut contenir jusqu'à 0,5 % d'autres hydrocarbures légers tels que le butadiène.
Considéré comme propre (cf. infra : Bilan écologique du GPL-c), le GPL-c est un carburant qui préserve les performances du véhicule et réduit même l'usure du moteur (voir tribologie)[réf. nécessaire].
C'était, en France à la fin du XXe siècle, le carburant qui avait obtenu les plus grands avantages fiscaux (quasi-exonération de la taxe spécifique), ce qui en faisait le moins cher à la pompe.
Il est disponible dans plus de 1 station sur 7 en France et constitue donc un carburant dit « propre » facilement disponible pour les particuliers.
Un moteur modifié pour fonctionner au GPL-c est également capable de tourner avec son carburant classique, il n'y a donc pas de risque de tomber en panne sèche loin d'une pompe. En France, les parkings publics sont autorisés aux véhicules GPL-c munis de soupape sans aucune réserve depuis 2006.

## Comparaison du GPL-c et de l'essence
Masse volumique de l'essence (approximation)750 kg/m3 (CNTP)
- PCI : 43 MJ/kg
- soit 32,25 MJ/l
- Sur une base de 1 €40 le litre[il faudrait préciser à quelle date (mois et l'année) correspondent les prix indiqués], le MJ coûte donc 4,34 centimes d'euro.

Masse volumique du propane liquéfié515 kg/m3 (à 15 °C)
- PCI : 46,35 MJ/kg (12,87 kWh/kg)
- soit 23,64 MJ/l

Masse volumique du butane liquéfié585 kg/m3 (à 15 °C)
- PCI : 45,72 MJ/kg (12,72kWh/kg)
- soit 26,52 MJ/l

Pour un mélange 60/40 propane/butane (en masse)
- Masse volumique : 535 kg/m3 (à 15 °C)
- PCI : 46,1 MJ/kg
- soit 24,66 MJ/l

Pour un mélange 50/50 propane/butane (en masse)
- Masse volumique : 543 kg/m3 (à 15 °C)
- PCI : 46,0 MJ/kg
- soit 24,99 MJ/l

Pour un mélange 40/60 propane/butane (en masse)
- Masse volumique: 550 kg/m3 (à 15 °C)
- PCI : 45,97 MJ/kg
- soit 25,28 MJ/l
- Sur une base de 0,7 € le litre, le MJ coûte donc 2,77 cent d'€ soit 36 % de moins que l'essence.

Un litre de GPL a une valeur énergétique de 22,5 % inférieure à celle contenue dans un litre d'essence et un litre d'essence a une valeur énergétique de 29 % supérieure à celle contenue dans un litre de GPL.
Un mélange GPL doit respecter les spécifications suivantes :
- au moins 50 % de propane et plus de 19 % de butane
- pression de vapeur comprise entre 7,5 et 11,5 bars à 50 °C[3]

## Le GPL-c en Europe
La Pologne est le pays d'Europe où circulent le plus de voitures GPL. Au niveau mondial, elle n'est dépassée que par la Corée du Sud dont le parc atteint 2 300 000 véhicules GPL en 2008 (soit 14 % du parc).
Les véhicules compatibles GPL représentent près de 60 % du parc « essence » aux Pays-Bas, plus de 30 % en Italie.
Facilité d'approvisionnement
En Pologne, en Italie, aux Pays-Bas, en Belgique, en République tchèque et en Lituanie, il est très facile de trouver du GPL. L'Allemagne s'est considérablement équipée en stations GPL : il y en a 3 049 courant octobre 2007 (nombre en croissance) contre à peu près 1 800 en France où 15 % des stations-service disposent d'une distribution de GPL (chiffre en progression constante, 7 % en 2000). C'est tout à fait l'inverse en Espagne ou le marché tente un 1er démarrage. Par contre, en Finlande, le GPL est indisponible pour les véhicules particuliers.
Sécurité d'approvisionnement
Grâce au gaz naturel et à l'industrie de raffinage du pétrole, l'Europe est presque autosuffisante en GPL. La sécurité d'approvisionnement de l'Europe est protégée par[réf. nécessaire] :
- une vaste gamme de sources, tant à l'intérieur qu'en dehors de l'Europe ;
- une chaîne d'approvisionnement flexible via l'eau, les chemins de fer et la route avec de nombreux itinéraires et points d'entrée dans l'Europe.

En 2021, les réserves mondiales de gaz naturel - dont est extrait une part importante du GPL - s’élèvent à environ 200 000 km3[réf. nécessaire]. Si on y ajoute le GPL extrait du pétrole brut, cela en fait une source d'énergie majeure partiellement inexploitée et au potentiel énorme. La production continue à croître à un taux annuel moyen de 2,2 %, supprimant pratiquement l’hypothèse selon laquelle la demande devancerait l’offre dans un futur proche.[réf. souhaitée]

### En France
En France, en 2008, 140 000 véhicules particuliers (VP) et 20 000 véhicules utilitaires (VU) légers étaient équipés pour rouler au GPL-c. En 2022, 220 000 véhicules circulent au GPL, soit moins de 0,5 % du parc automobile français.
Ce faible nombre, qui tend à perdurer, serait dû à un manque d'offre de la part des constructeurs automobiles qui ont développé des gammes complètes de moteurs Diesel et à une différence insuffisante entre le prix du GPL-c et celui du gazole. Le nombre de véhicules particuliers est passé à plus de 200 000 fin 2010, grâce au bonus écologique. En 2015, 260 000 automobilistes roulent au GPL en France, permettant au GPL d'être le carburant alternatif le plus utilisé.
Par rapport à un véhicule essence, le surcoût lié à l'installation du GPL est considéré comme amorti en moins de 60 000 km environ. Pendant plusieurs périodes, et notamment entre 2008 et fin 2010, les véhicules neufs équipés GPL-c d'origine bénéficiaient d'un « bonus écologique » de 2 000 euros, grâce auquel l'amortissement pouvait être immédiat.
Exemple de calcul : un véhicule essence (1,6 l) dont le prix de vente est de 15 000 € + l'équipement GPL de 2 500 €. Si la consommation en essence est de 7 l/100 (1,5 €/l ttc) et GPL de 8,5 l/100 km (0,8 €/l ttc), l'économie aux 100 km sera de 3,7 € environ. Le coût de l'installation GPL s'amortit donc en 2 500*100/3,7 = 68 000 km. Plus le véhicule roule, plus grande sera l'économie par rapport à un véhicule essence. L'entretien est un peu plus cher que pour une voiture essence (changement de bougies plus précoce) mais ne modifie que très légèrement cet amortissement.
Le gain est immédiat si le prix du véhicule GPL est égal à celui du prix du véhicule diesel, car l'économie apparaît dès le premier kilomètre (au niveau de la consommation).
Dans le cas du véhicule essence éligible à l'ancien bonus écologique de 2 000€, l'économie par rapport au choix d'un véhicule diesel était de plusieurs centaines d'euros avant même le premier kilomètre.

### En Belgique
Le GPL-c est appelé LPG en Belgique francophone. Avec 727 stations de service équipées avec du GPL-c, en tenant compte de la petite taille de son territoire, la Belgique est assez bien équipée.
À la différence du GNV, le GPL-c étant un dérivé du pétrole, est un carburant soumis aux prix de vente maximum établis par le gouvernement belge. Il y plusieurs facteurs qui jouent dans le prix de distribution du GPL-c en Belgique. Tout d'abord la majorité des stations de service distribuant GPL-c sont vieilles et amorties il y a longtemps. En plus, le grand nombre de distributeurs de GPL-c, beaucoup d'entre eux sont de petits indépendants, joue un rôle important dans la concurrence du marché de distribution du GPL-c, qui est en surcapacité, ce qui fait qu'on peut trouver facilement des prix de vente beaucoup plus bas que le prix maximum légal en Belgique. Ceci résulte de marges bénéficiaires plus étroites pour les distributeurs, mais aussi dans un plus grand bénéfice pour le consommateur.
En Belgique le GPL-c était populaire dans le passé mais le nombre de véhicules équipés au GPL-c est en baisse. En 2002 il y a avait 84 567 véhicules équipés au GPL. En 2010 il y en avait 33 482 et en 2013 il n'y en a plus que 22 265. Au 1er juillet 2015 il n'y avait que 15 985 voitures équipées au GPL.
Les raisons de la baisse des voitures équipées au GPL sont diverses. D'une part, il est très probable que dans les dernières années une partie des utilisateurs des voitures GNV viennent du marché GPL-c. Ceux-ci ont probablement abandonné le GPL-c en raison de la facilité d'achat des voitures avec des installations GNV d'origine, installées par le constructeur dans son usine. D'autre part, et contrairement aux pays avoisinants, le GPL a très peu de support de la part des importateurs et des fabricants belges. Malgré quelques importations parallèles de voitures avec installations GPL d'origine, en Belgique, il n'y a que Opel et Fiat qui vendent officiellement des voitures roulant au GPL-c installé d'origine par le fabricant. La majorité des voitures GPL belges sont des installations faites a posteriori, lesquelles font perdre la garantie du constructeur sur la culasse du moteur; en plus les moteurs des installations à posteriori n'ont pas des soupapes renforcées pour supporter la haute température de combustion du gaz et ils ont moins de réduction des émissions de NOx que les installations GPL faites par les fabricants de voitures, etc. Finalement, le GPL a toujours une mauvaise image en Belgique. Par exemple, tandis qu'en France il n'est plus interdit de se garer dans les parkings souterrains, en Belgique l'interdiction est toujours en vigueur.
Le GPL-c, comme carburant, est libre d'accises en Belgique, mais pas libre de la TVA. Grâce au traitement fiscal, mais aussi à la structure très compétitive du marché de distribution du GPL-c, qui est en surcapacité par la baisse du nombre d'utilisateurs, la Belgique a un des GPL-c les moins chers de l'Union Européenne. En fait, le GPL-c est en moyenne le carburant pour voitures le moins cher du marché belge. Le GNV est aussi libre d’accises en Belgique, mais ne jouissant pas d'une structure de distribution mature et compétitive, il est encore plus cher en Belgique que le GPL-c. Par contre, les voitures belges au GPL-c doivent supporter une surtaxe sur l’impôt de circulation. Cette surtaxe est une obligation du Droit fiscal européen, pour compenser le manque à gagner de l’État à cause de l'absence des accises sur le GPL-c.
Finalement, la Belgique ne donne plus de primes pour l'achat des véhicules équipés au GPL depuis 2003 et elle n'a pas l'intention de le faire. Par exemple, même si dernièrement le gouvernement semble appuyer le démarrage de la nouvelle filière GNV, les primes pour les voitures équipées au GNV ne sont pas données par le gouvernement, mais par la filiale de production et la distribution privée de gaz naturel. De même si le GNV n'a pas d'accises et les voitures GNV ne paient pas l’impôt compensatoire à l'absence d’accises sur le carburant, ceci est du à un régime fiscale transitoire justifié par l'absence des points suffisants de distribution et le bas nombre des voitures GNV en circulation.
Le GPL-c est toujours, grâce à la structure mature et compétitive de sa distribution déjà amorti et en surcapacité et est, grâce à sa fiscalité avantageuse, le carburant le moins cher du marché belge. Mais il est possible que dans l'avenir le GNV devienne le carburant le moins cher en Belgique. Ceci sera possible si le GNV arrive à avoir un marché de distribution plus grand et compétitif, si le gouvernement décide d'imposer des prix de vente maximum au GNV ou si le gouvernement impose quelques accises sur le GPL-c pour le décourager face au GNV, en raison du moindre bénéfice environnemental du GPL-c par rapport au GNV, laissant le GNV comme le seul carburant libre d'accises en Belgique.

### Italie
En 2022, le nombre de véhicules circulant au GPL représentait 5% du parc italien.

## Bilan écologique du GPL-c
Le GPL-c est perçu comme un carburant propre, pourtant son bilan écologique reste mitigé. Son utilisation ne produit pas de particules, contrairement au gazole qui, même équipé d'un filtre à particules laisse échapper 10 % de particules plus fines, qui sont cancérigènes, et considérées par les spécialistes comme encore plus nocives que les particules filtrées et très peu d'oxyde d'azote, de benzène, ou de formaldéhyde, mais les émissions de CO restent proches de celle d'un diesel moderne.
Quant aux émissions de CO2, le bilan du puits à la roue (production au pot d'échappement) donne un léger avantage au GPL avec une différence suivant les études (Concawe, Ademe en France) de l'ordre de -5 %.
En 1996, Renault annonçait : « La Clio GPL est presque aussi propre... qu'une voiture électrique » après avoir présenté ce véhicule aux tests ULEV Californiens. Selon Renault, les résultats obtenus à cette époque pour certains polluants étaient près de 10 fois inférieurs à la norme Euro 5 prévue pour 2011 : ces tests, effectués à différentes vitesses, mais aussi lors du démarrage du véhicule, lorsque le pot catalytique n'est pas pleinement efficace, sont les plus bas jamais atteints avec une voiture de ce type : une moyenne de 0,13 g/km d'oxyde de carbone (CO), 0,010 g/km d'oxyde d'azote (NO) et 0,024 g/km d'hydrocarbures imbrûlés. Mais les émissions de CO2 restent quant à elle proches des émissions des moteurs à explosion classiques.
Le GPL avait initialement un impact très positif car il était un corollaire de l'extraction pétrolière ou gazière et était brûlé sur les sites d'extraction ce qui augmentait inutilement les rejets de CO2. En termes de filière, son utilisation permettait alors de propulser plus de véhicules pour une même quantité de CO2 rejeté dans l'atmosphère. Il est désormais aussi valorisé comme combustible de chauffage, son emploi dans les transports réduit donc ses avantages en termes de CO2. Il demeure une alternative intéressante en matière de diversification énergétique. En effet son origine mixte (pétrole et gaz) permet d'introduire sur ce marché un carburant gazeux, disponible, facile à mettre en œuvre, bénéficiant d'ores et déjà d'infrastructures de distribution mais il n'est qu'un carburant de transition qui peut permettre de reculer l'échéance du pic pétrolier en attendant d'autres solutions.
Il existe une grande disparité au sein des véhicules équipés pour le GPL. Les véhicules en première monte (équipés en usine) présentent de bons résultats. Les véhicules équipés en seconde monte aussi mais ils sont tributaires de l'expérience de l'installateur GPL. Mais ces dernières années, un effort considérable a été fait pour développer des injections gazeuses performantes.
Bien qu'à ce jour il n'existe pas de liste regroupant tous les installateurs GPL en France, mais seulement des listes d'installateurs ayant souhaité adhérer à une charte, et il reste très difficile de connaitre le nombre exact de professionnels du GPL. Certaines entreprises ayant pignon sur rue et une grande expérience du GPL depuis des décennies, il est plus raisonnable de s'orienter vers celles-ci pour une intervention.
Les performances et le bilan environnemental du GPL (comme du GNV) pourraient considérablement progresser avec un moteur spécifiquement conçu pour fonctionner avec ce carburant. Le GPL présente d'autres propriétés appréciables: son utilisation réduit l'usure du moteur, génère moins de bruit et de vibrations et offre une grande souplesse dans la conduite ainsi que des vidanges espacées (double le kilométrage)[réf. nécessaire] ce qui n'est pas négligeable puisque l'huile est aussi un produit pétrolier.